# Galmei-Grasnelke
Die Galmei-Grasnelke (Armeria maritima subsp. halleri) ist eine Unterart der Pflanzenart Strand-Grasnelke (Armeria maritima) innerhalb der Familie der Bleiwurzgewächse (Plumbaginaceae). Sie gedeiht auf Schwermetallböden und zählt zu den Galmeipflanzen. Mit manchen von ihnen bildet sie in einer Pflanzengesellschaft die Galmeiflora. Ihre Vorfahren stammen von den Salzwiesen an der Meeresküste und sind wahrscheinlich durch Kupferimport in die heutigen Verbreitungsgebiete gelangt. Sie wächst bevorzugt auf sandigen, durchlässigen Böden.

## Beschreibung
Die Galmei-Grasnelke ist eine ausdauernde, krautige Pflanze, die Wuchshöhen von 5 bis 15 Zentimetern erreicht. Sie bildet Polster, hat eine tief reichende Pfahlwurzel und einen kurzen „Wurzelstock“.
Ihre 5 bis 10 cm langen und 1 bis 1,5 mm breiten Laubblätter sehen aus wie die von kleinen Gräsern und sind wie die völlig kahlen Stängel mit Wachs überzogen, um übermäßige Verdunstung zu verhindern. Sie sind von straffer, ledriger Konsistenz. Am Grund sind die Blätter 1-nervig, ansonsten 3-nervig.
Die kugeligen Blütenstände haben einen Durchmesser von 1 bis 1,5 cm, die von weiß über rosa bis rot gefärbten Blütenhüllblätter sind 5 bis 8 mm lang. Die Hauptblütezeit ist Mai bis Juli.

## Systematik
Die Erstbeschreibung erfolgte 1844 unter dem Namen Armeria halleri durch Friedrich Wilhelm Wallroth in Beitrage zur Botanik, Band 2, S. 194. Der Name ehrt den Schweizer Botaniker Albrecht von Haller, der die Pflanze auf seiner Harzreise 1738 entdeckte. Der Name Armeria maritima subsp. halleri wurde durch Werner Rothmaler in Feddes Repertorium, Band 67, 1963, S. 9 veröffentlicht. Weitere Synonyme für Armeria maritima subsp. halleri (Wallr.) Rothm. sind: Armeria alpina subsp. halleri (Wallr.) Nyman, Armeria bottendorfensis A.G.Schulz, Armeria maritima subsp. bottendorfensis (A.G.Schulz) Rothm., Statice bottendorfensis (A.Schulz) O.Schwarz, Armeria maritima subsp. hornburgensis (A.G.Schulz) Rothm., Armeria maritima subsp. serpentini (Gauckl.) Rothm., Armeria maritima var. serpentini Gauckler.
Die Unterart Armeria maritima subsp. halleri wird in neuerer Zeit mit den bis in die 1980er Jahre als getrennt aufgefassten Lokalendemiten Armeria maritima subsp. bottendorfensis, Armeria maritima subsp. hornburgensis, Armeria maritima subsp. serpentini sowie den ungültig beschriebenen Armeria maritima subsp. calaminaria und Armeria maritima subsp. eifeliaca auf Grund deren geringer morphologischer Differenzierung zu Armeria maritima subsp. halleri s. l. zusammengefasst. Molekulargenetische Untersuchungen zeigen darüber hinaus eine mehrfache Entstehung der Schwermetallsippen aus Armeria maritima subsp. elongata und befürworten ihre Zuordnung als Varietäten oder Ökotypen zu dieser Unterart.